# Náchor (otec Teracha)
Náchor (hebrejsky נָחוֹר‎) je biblická postava, syn Serúga. Je uveden v 11. kapitole knihy Genesis. Dožil se prý 148 nebo 208 let a ve 29 letech měl syna Teracha. Byl také dědečkem Abraháma, Sáry,[ujasnit] Náchora II a Hárana.